# Actio ad supplendam legitimam
Mit der actio ad supplendam legitimam konnte der Kläger im römischen Recht seine Pflichtteilsergänzungsansprüche geltend machen, wenn ihm als Berechtigtem vom Erblasser zu wenig zugewendet worden war. Klageziel war regelmäßig die Erlangung des Pflichtteils der Erbschaft. 
Die pflichtteilsrechtliche actio ad supplendam legitimam wurde im nachklassischen Kaiserrecht entwickelt und ging in ihrer letzten Fassung (Corpus iuris) auf den spätantiken Kaiser Justinian zurück. Aus der Tradition des altzivilen Rechts heraus, konnten Angehörige des Erblassers Testamente mittels der Beschwerde wegen testamentarischer Pflichtwidrigkeit anfechten (vgl. querela inofficiosi testamenti). Die jeweiligen Verfahren wurden vor dem Zentumviralgericht geführt. Im Erfolgsfall wurde das Testament aufgehoben.